# Dyscophus
Dyscophus Grandidier, 1872 è un genere  di rane della famiglia Microhylidae, endemico del Madagascar. È l'unico genere della sottofamiglia Dyscophinae.

## Tassonomia
I microilidi del Madagascar sono rappresentati da 3 sottofamiglie: Dyscophinae (1 genere e 3 specie), Scaphiophryninae (2 generi e 10 specie) e Cophylinae (7 generi e 50 specie). Analisi di genetica molecolare indicano che mentre Scaphiophryninae e Cophylinae formano un clade endemico del Madagascar, le Dyscophinae appartengono ad una linea evolutiva separata, imparentata con i microilidi dell'Asia.
Il genere Dyscophus comprende 3 specie:
- Dyscophus antongilii Grandidier, 1877
- Dyscophus guineti (Grandidier, 1875)
- Dyscophus insularis Grandidier, 1872